# Blue Resolution-青の思覚解析度-
『Blue Resolution-青の思覚解析度-』（ブルーリゾリューション あおのしかくかいせきど）は、2004年7月30日にリリースされた浅倉大介のアルバム。発売元はDarwin Record。

## 概要
2004年から2005年にかけて、1年間で虹の七色をモチーフとした7枚のアルバムを制作するというコンセプトのもとリリースされたアルバム「Quantum Mechanics Rainbow」シリーズの第3弾。本作は「青」をモチーフとして制作。オリコン週間インディーズチャートでは12位にランクインし、累計売上は0.2万枚を記録した。
「Replicate VIRUS-Blu-ray ver.-」は、クラブミックスアルバム『Sequence Virus 2003』収録曲のリミックス。

## 収録曲
1. Tyltyl -omoide no kuni-
  - 作曲・編曲：浅倉大介
2. Quantum Mechanics Rainbow III
  - 作曲・編曲：浅倉大介
3. 'Deep Blue' Resolution
  - 作詞：麻倉真琴　作曲・編曲：浅倉大介
4. cobalt shore
  - 作曲・編曲：浅倉大介
5. BLUE SKY BLUE
  - 作詞：井上秋緒　作曲・編曲：浅倉大介
  - ボーカル：藤田真由美
6. étude on A-String
  - 作曲・編曲：浅倉大介
7. Replicate VIRUS-Blu-ray ver.-
  - 作曲・編曲：浅倉大介
8. hikokigumo
  - 作曲・編曲：浅倉大介
9. 青い花 -Heinrich von Ofterdigen-
  - 作詞：麻倉真琴　作曲・編曲：浅倉大介
10. Mytyl -mirai no kuni-
  - 作曲・編曲：浅倉大介

## エンジニア
- Recorded&Mixed by Daisuke Asakura
- Assisted by Takashi Ikito,Takeshi Edamitsu
- Mastered by Yasuji Maeda